# Tàu con thoi Enterprise

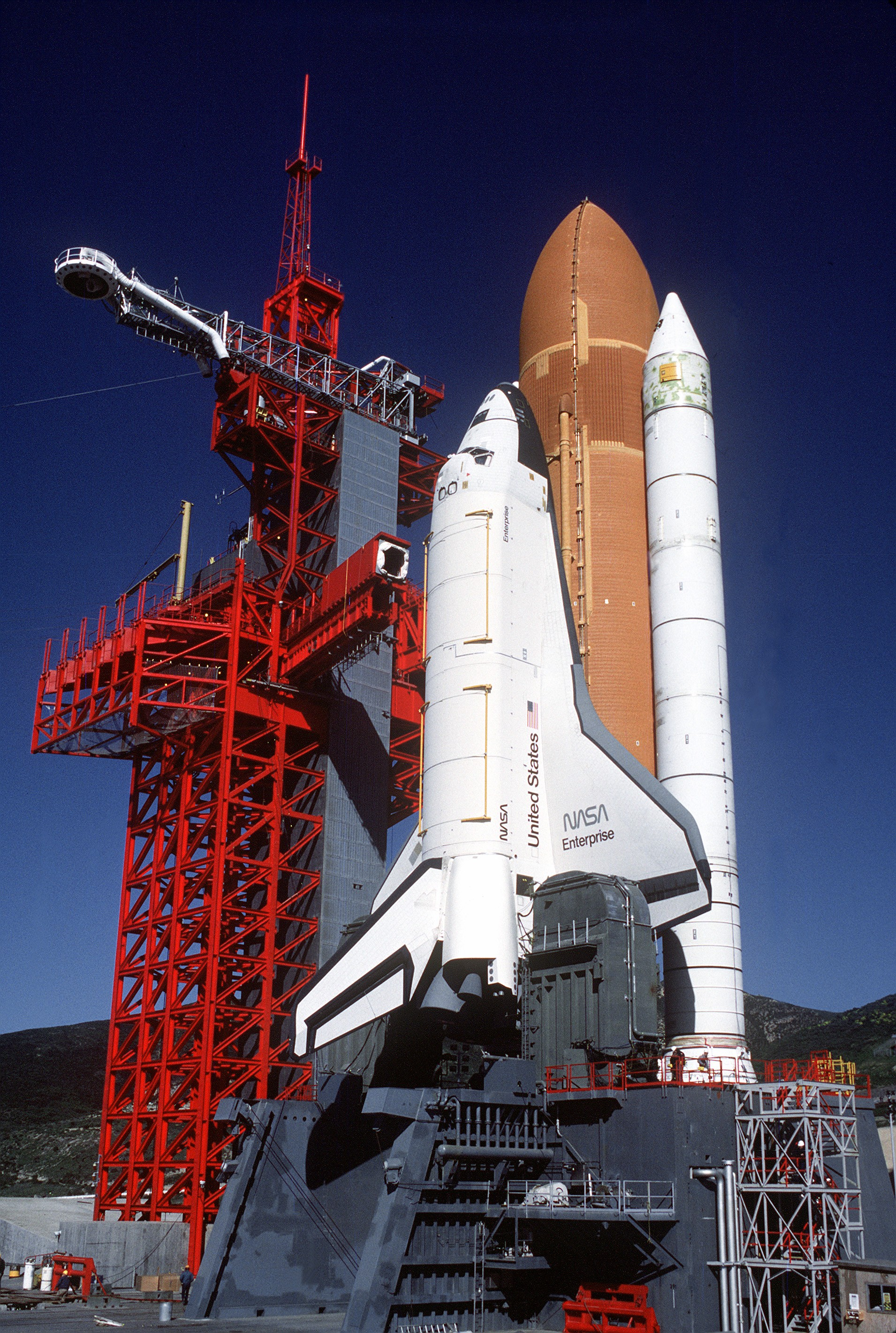
Enterprise tại SLC-6 ở Căn cứ không quân Vandenberg

Tàu con thoi Enterprise (số hiệu của NASA: OV-101) là tàu con thoi đầu tiên được xây của NASA. Vì không có máy động cơ hay tấm chắn nhiệt (heat shield), NASA không thể sử dụng nó trong các sứ mệnh không gian được, thay vào đó, nó được sử dụng để thực hiện những chuyến bay thử nghiệm tàu con thoi trong khí quyển Trái Đất.
Thoạt đầu, kế hoạch là tái trang bị tàu Enterprise để trở thành tàu con thoi thứ nhì lên quỹ đạo, sau tàu Columbia. Tuy nhiên, trong thời gian xây dựng tàu Columbia, những chi tiết trong cấu trúc tàu con thoi bị thay đổi, nhất là về trọng lượng của thân và cánh tàu. Nếu sửa lại Enterprise để bay được thì cần phải tháo gỡ cả tàu và trả lại từng bộ phận một cho các hãng thầu khắp nước. Vì việc này rất tốn kém, chính phủ đã quyết định tiết kiệm bằng cách xây tàu Challenger xung quanh sườn thân tàu (có số hiệu "STA-099") đã được xây thử. Tương tự, chính phủ nghĩ đến sửa chữa lại tàu Enterprise để thay thế tàu Challenger sau khi Challenger bị phá hủy, nhưng thay vì vậy, tàu Endeavour được xây từ các phụ tùng.

## Thời gian phục vụ
Tàu được bắt đầu xây ngày 4 tháng 6 năm 1974. Với số hiệu OV-101, nó mới đầu được gọi là tàu Constitution (Hiến pháp). Tuy nhiên, một cuộc vận động gửi thư làm cho chính phủ đổi tên nó để vinh danh Starship Enterprise của chương trình TV Star Trek.
Thiết kế của OV-101 khác với thiết kế của tàu Columbia (OV-102), tàu đầu tiên có khả năng bay lên vũ trụ; trong OV-101, phần đuôi có hình dạng khác, và nó không có những giao diện để gắn vào bộ Hệ thống Vận động trên Quỹ đạo (Orbital Maneuvering System, OMS). Nhiều hệ thống phụ, kể từ các động cơ chính đến thiết bị ra đa, không được cài đặt vào tàu này, nhưng có thể được cài đặt trong tương lai.
Vào mùa hè năm 1976, NASA thử ảnh hưởng của chấn động mặt đất đối với tàu con thoi, để cho các kỹ sư so sánh dữ liệu từ một tàu vũ trụ thật với các mô hình lý thuyết.

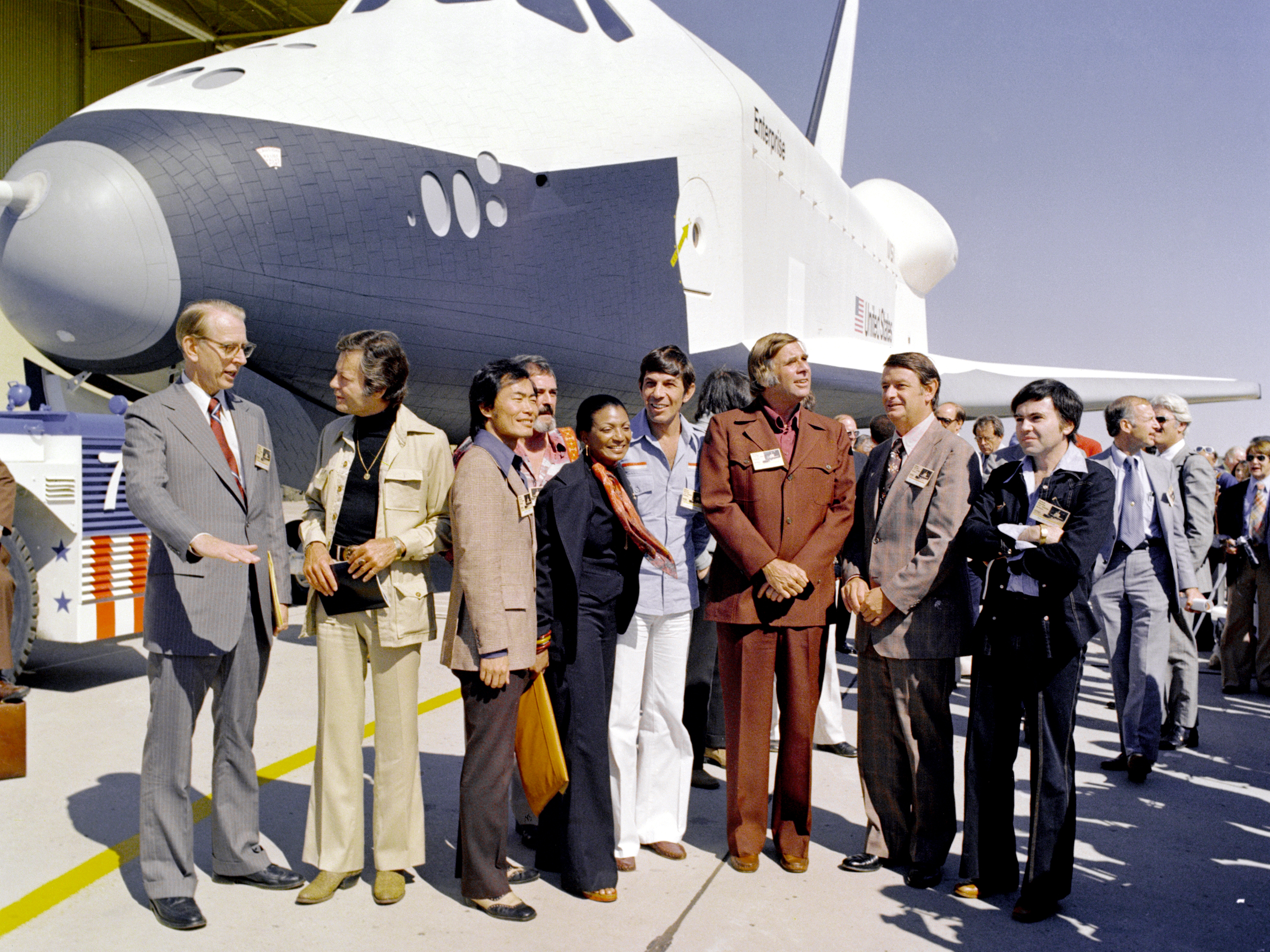
Enterprise được kéo ra hãng sản xuất tại Palmdale với các diễn viên trong Star Trek có mặt.

Ngày 17 tháng 9 năm 1976, Enterprise được kéo ra hãng Rockwell International tại Palmdale, California. Hòa hợp với tên của tàu con thoi, người sáng tạo Star Trek Gene Roddenberry, cũng như phần nhiều diễn viên trong series đầu tiên của chương trình (trừ William Shatner, Majel Barrett, và Grace Lee Whitney), có mặt tại buổi lễ khởi đầu, và bản nhạc chủ đề của chương trình được trình bày.

### Các chuyến bay thử tiến gần và hạ cánh
Ngày 31 tháng 1 năm 1977, tàu Enterprise được kéo trên đường tới Trung tâm Nghiên cứu Dryden (Dryden Flight Research Center) tại Căn cứ không quân Edwards để bắt đầu thử hoạt động.
Trong thời gian tại Dryden, NASA sử dụng tàu Enterprise trong nhiều chuyến bay trên đất và trên trời với mục đích kiểm tra những chi tiết của chương trình tàu con thoi. Thời gian chín tháng đầu tiên được gọi theo chữ ALT (Approach and Landing Test, "Kiểm tra Tiến gần và Hạ cánh"). Các chuyến thử này bao gồm một "chuyến bay" đầu tiên ngày 18 tháng 2 năm 1977 trên máy bay Boeing 747 (Shuttle Carrier Aircraft, SCA) để đo những tải cấu trúc và những đặc tính chạy và hãm của hệ thống cõng máy bay. NASA cũng thử các hệ thống phụ của tàu con thoi trên đất để kiểm tra khả năng hoạt động trước khi bay lên khí quyển.
Hệ thống Enterprise/SCA được bay thử, trong khi Enterprise không có người lái và không được mở máy. Mục đích của những chuyến bay này là để đo các đặc tính của hệ thống cõng máy bay. Sau đó, Enterprise được bay ba lần với người lái, để thử các hệ thống điều khiển bay.
Cuối cùng, tàu Enterprise được bay tự do năm lần; trong đó, tàu con thoi gỡ hẳn khỏi SCA và được phi hành gia hạ cánh. Các chuyến bay thử này kiểm tra các đặc tính bay của thiết kế tàu con thoi, và được thực hiện dưới vài hình dạng khí động lực học và trọng lượng.

### Sửa soạn cho STS-1
Sau chương trình ALT, tàu Enterprise được đem đến nhiều trung tâm của NASA để thiết lập tàu trước khi thử rung động. Năm 1979, thùng xăng ngoài và các solid rocket booster (được gọi là hình dạng boilerplate) được gắn vào tàu con thoi và nó được dùng để thử hình dạng phóng lên trên bệ phóng 39A tại Trung tâm Vũ trụ Kennedy. Năm 1985, nó được dùng để thử các cấu trúc dành cho tàu con thoi tại Căn cứ không quân Vandenberg; nó được thiết lập đây đủ trên bệ phóng SLC-6.

### Xong việc

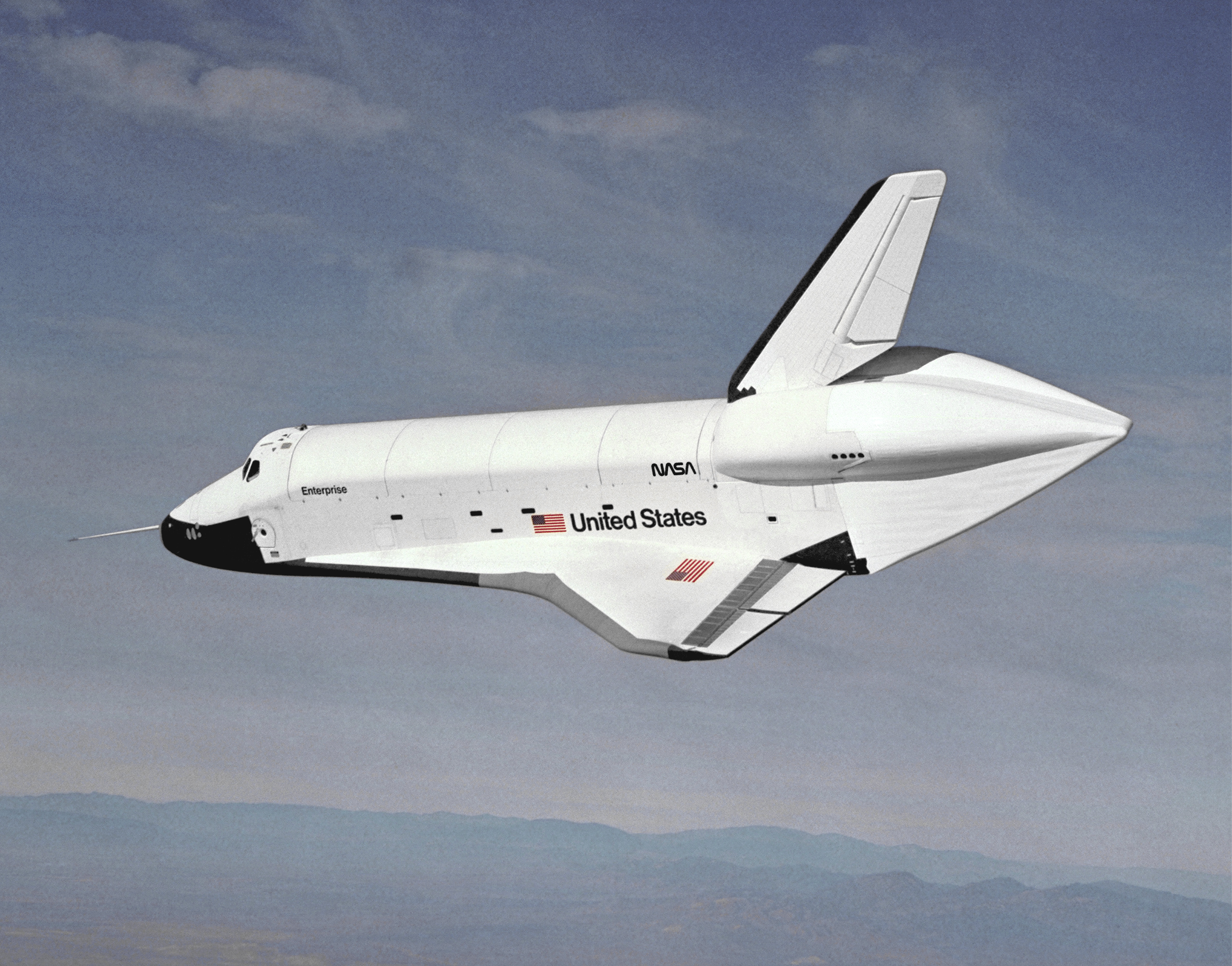
Tàu Enterprise đi nghiêng vào chuyến bay ALT thứ hai, ngày 13 tháng 9 năm 1977.

Vì đã thử xong những điều quan trọng, một phần của tàu Enterprise được tháo gỡ để sử dụng lại một số bộ phận trong tàu con thoi khác, rồi được trình bày ở Pháp, Đức, Ý, Vương quốc Anh, Canada, và các tiểu bang California, Alabama, và Louisiana. Nó cũng được sử dụng để kiểm tra rằng bệ phóng SLC-6 tại Căn cứ không quân Vandenberg vừa tàu con thoi. Cuối cùng, ngày 18 tháng 11 năm 1985, tàu Enterprise được chở bằng tàu tới Washington, D.C.; ở đấy Viện Smithsonian nhận tàu con thoi này.

### SauChallenger
Sau thảm họa Challenger, NASA phải chọn tàu con thoi để thay thế. Họ nghĩ đến việc tái trang bị tàu Enterprise, thêm vào các trang bị cần thiết để bay lên vũ trụ, nhưng để không tốn nhiều tiền quá, họ quyết định sử dụng những phụ tùng còn lại từ khi xây các tàu Discovery và Atlantis để xây thêm một tàu mang tên Endeavour.

### SauColumbia
Năm 2003, sau khi tàu Columbia bị nổ lúc trở lại khí quyển, Ban Điều tra về Tai nạn Columbia (Columbia Accident Investigation Board) dời một mảnh sợi thủy tinh khỏi cánh Enterprise để thử.

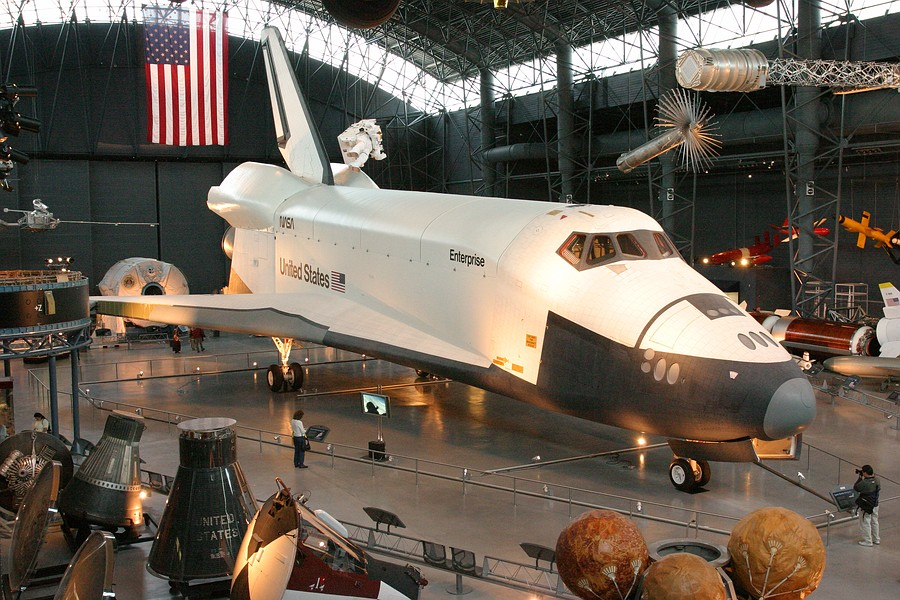
Tàu Enterprise được trình bày tại Trung tâm Steven F. Udvar-Hazy.

Cuộc thử này bao gồm bắn một miếng chất bọt với tốc độ cao vào mảnh. Mặc dù mảnh không bị vỡ do cuộc thử này, chất bọt đâm vào mảnh đủ mạnh để làm méo mó một cái niêm. Vì mảnh cacbon cốt cacbon (reinforced carbon-carbon, RCC) trên tàu Columbia yếu hơn 2,5 lần tàu Enterprise, kết quả này dẫn đến kết luận rằng lưỡi đầu bằng RCC bị vỡ. NASA hủy bỏ những cuộc thử sau về mảnh sợi thủy tinh này để tránh vỡ nó; thay vì nó, một mảnh lấy từ tàu Discovery được thử để biết ảnh hưởng của chất bọt đối với lưỡi đầu RCC cùng tuổi. Một miếng chất bọt từ thùng xăng ngoài gãy rời ra và đâm vào lưỡi đầu của cánh tay trái của Columbia khi tàu được phóng lên.
Ban Điều tra về Tai nạn Columbia kết luận rằng vụ đâm này làm một mảnh RCC trên lưỡi đầu của cánh tay trái bị thủng lỗ, để cho khí với nhiệt độ rất cao vào cánh và làm cấu trúc sụp đổ. Vụ này làm cho tàu Columbia xoay không điều khiển được và vỡ từng mảnh một, làm cho cả phi hành đoàn thiệt mạng.

### Ngày nay
Tàu Enterprise ở trong nhà máy bay của Viện Smithsonian tại Sân bay quốc tế Washington Dulles trước khi được chuyển sang Trung tâm Steven F. Udvar-Hazy mới mở cửa tại Viện bảo tàng Không gian và Vũ trụ Quốc gia của Viện Smithsonian tại Sân bay Dulles; ở đây nó là trung tâm của tập hợp tàu vũ trụ.

## Các chuyến bay ALT
| Chuyến bay                  | Ngày                 | Tốc độ                 | Độ cao              | Phi hành đoàn                | Thời gian         | Chú thích                                   |
| --------------------------- | -------------------- | ---------------------- | ------------------- | ---------------------------- | ----------------- | ------------------------------------------- |
| Chuyến thử chạy trên đất #1 | 15 tháng 2 năm 1977  | 89 dặm/giờ 143 km/giờ  | Mặt đất             | Không có                     | Chỉ chạy trên đất | Đường băng bê tông, gắn tailcone            |
| Chuyến thử chạy trên đất #2 | 15 tháng 2 năm 1977  | 140 dặm/giờ 225 km/giờ | Mặt đất             | Không có                     | Chỉ chạy trên đất | Đường băng bê tông, gắn tailcone            |
| Chuyến thử chạy trên đất #3 | 15 tháng 2 năm 1977  | 157 dặm/giờ 253 km/giờ | Mặt đất             | Không có                     | Chỉ chạy trên đất | Đường băng bê tông, gắn tailcone            |
| Chuyến captive-inert #1     | 18 tháng 2 năm 1977  | 287 dặm/giờ 462 km/giờ | 16.000 foot 4.877 m | Không có                     | 2 giờ 5 phút      | Gắn tailcone, hạ cánh với 747               |
| Chuyến captive-inert #2     | 22 tháng 2 năm 1977  | 328 dặm/giờ 528 km/giờ | 22.600 foot 6.888 m | Không có                     | 3 giờ 13 phút     | Gắn tailcone, hạ cánh với 747               |
| Chuyến captive-inert #3     | 25 tháng 2 năm 1977  | 425 dặm/giờ 684 km/giờ | 26.600 foot 8.108 m | Không có                     | 2 giờ 28 phút     | Gắn tailcone, hạ cánh với 747               |
| Chuyến captive-inert #4     | 28 tháng 2 năm 1977  | 425 dặm/giờ 684 km/giờ | 28.565 foot 8.707 m | Không có                     | 2 giờ 11 phút     | Gắn tailcone, hạ cánh với 747               |
| Chuyến captive-inert #5     | 2 tháng 3 năm 1977   | 474 dặm/giờ 763 km/giờ | 30.000 foot 9.144 m | Không có                     | 1 giờ 39 phút     | Gắn tailcone, hạ cánh với 747               |
| Chuyến captive-active #1    | 18 tháng 6 năm 1977  | 208 dặm/giờ 335 km/giờ | 14.970 foot 4.563 m | Fred Haise, Gordon Fullerton | 55 phút 46 giây   | Gắn tailcone, hạ cánh với 747               |
| Chuyến captive-active #2    | 28 tháng 6 năm 1977  | 310 dặm/giờ 499 km/giờ | 22.030 foot 6.715 m | Joe Engle, Richard Truly     | 62 phút 0 giây    | Gắn tailcone, hạ cánh với 747               |
| Chuyến captive-active #3    | 26 tháng 7 năm 1977  | 311 dặm/giờ 501 km/giờ | 30.292 foot 9.233 m | Fred Haise, Gordon Fullerton | 59 phút 53 giây   | Gắn tailcone, hạ cánh với 747               |
| Chuyến bay tự do #1         | 12 tháng 8 năm 1977  | 310 dặm/giờ 499 km/giờ | 24.100 foot 7.346 m | Fred Haise, Gordon Fullerton | 5 phút 21 giây    | Gắn tailcone, hạ cánh trên lòng hồ          |
| Chuyến bay tự do #2         | 13 tháng 9 năm 1977  | 310 dặm/giờ 499 km/giờ | 26.000 foot 7.925 m | Joe Engle, Richard Truly     | 5 phút 28 giây    | Gắn tailcone, hạ cánh trên lòng hồ          |
| Chuyến bay tự do #3         | 23 tháng 9 năm 1977  | 290 dặm/giờ 467 km/giờ | 24.700 foot 7.529 m | Fred Haise, Gordon Fullerton | 5 phút 34 giây    | Gắn tailcone, hạ cánh trên lòng hồ          |
| Chuyến bay tự do #4         | 12 tháng 10 năm 1977 | 278 dặm/giờ 447 km/giờ | 22.400 foot 6.828 m | Joe Engle, Richard Truly     | 2 phút 34 giây    | Không gắn tailcone, hạ cánh trên lòng hồ    |
| Chuyến bay tự do #5         | 26 tháng 10 năm 1977 | 283 dặm/giờ 456 km/giờ | 19.000 foot 5.791 m | Fred Haise, Gordon Fullerton | 2 phút 1 giây     | Không gắn tailcone, hạ cánh trên đường băng |

- Phi hành đoàn của máy bay 747 (Shuttle Carrier) trong các chuyến bay thử:
  - Fitzhugh L. Fulton, Jr., phi công
  - Thomas C. McMurtry, phi công
  - Louis E. Guidry, Jr., kỹ sư phi hành
  - Victor W. Horton, kỹ sư phi hành

## Phương tiện
- Tàu con thoi Enterprise 747 cất cánh
- Tàu con thoi Enterprise tách khỏi máy bay 747
- Tàu con thoi Enterprise hạ cánh